# Manuel Cuadrada Gibert
Manuel Cuadrada Gibert (Reus, 30 de març de 1896 - Reus, 9 de gener de 1957) va ser un fotògraf català.
Industrial moliner, tenia la indústria al carrer del Molí. Va estudiar la carrera de Química, que no va exercir mai, però que li va servir per ser uns anys professor de Física en un institut de Tarragona. Molt aficionat a l'excursionisme, va ser un dels primers socis de l'Associació Excursionista de Reus, on va organitzar la seva secció de fotografia, ja que sempre, en les seves excursions, portava la màquina penjada al coll. Seguia les directrius de l'Associació Excursionista que defensava un excursionisme científic vinculat al coneixement del territori i a l'etnografia i va realitzar durant un temps fotografia documental i paisatgística. Més endavant, amb els seus amics fotògrafs Josep Prunera i Eduard Borràs va fundar el col·lectiu "El Trípode", i es van dedicar a obtenir milers de fotografies dels entorns del Baix Camp. Després va deixar enrere la fotografia documental i va ser un innovador, trencant amb la seva etapa anterior i buscant un esperit de renovació progressista, avantguardista i hiperrealista, seguint les experiències del llegat de la Bauhaus alemanya dels anys vint. Va promocionar la fotografia en diverses revistes especialitzades on publicava articles sobre filosofia fotogràfica o tècnics, molt ben acceptats, on explicava també les seves tècniques de revelatge i els seus assajos sobre hipersensibilització fotogràfica.
Va ser un notable radioaficionat, i, a inicis dels anys vint va fer diverses conferències amb el seu amic Joan Díaz, que després seria director de Ràdio Reus, sobre el tema. Va col·laborar a la Revista del Centre de Lectura, i va ser secretari de la Secció Excursionista d'aquesta entitat del 1926 al 1932.